# نالی

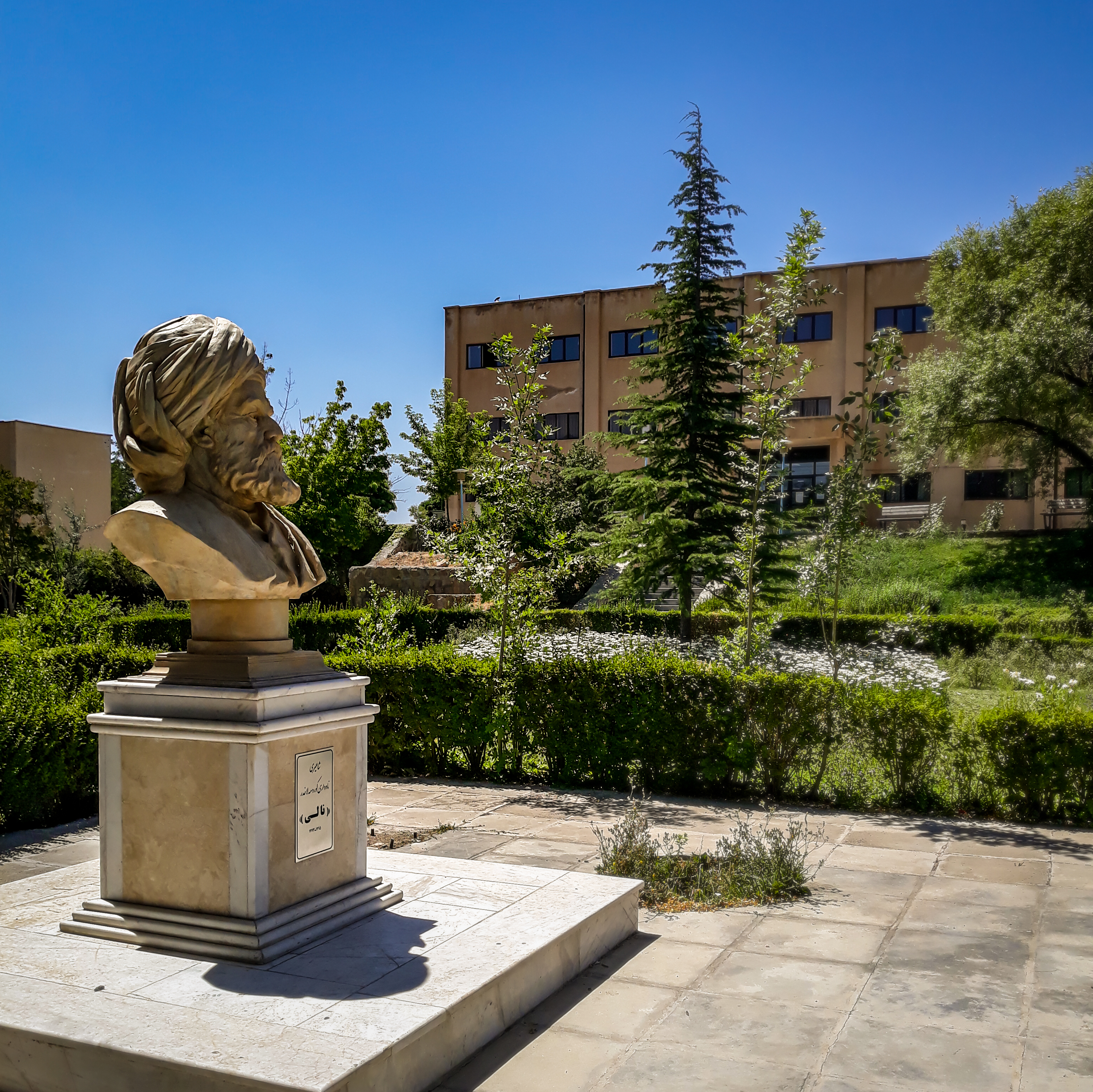
سردیس نالی در دانشگاه کردستان

نالی بابان (۱۷۹۵–۱۸۵۵) با نام کامل ملا خدر شاویسی میکایلی شاعر کرد و بنیان‌گذار مکتب شعری بابان است. وی در قریه خاک و خول در شهرزور به دنیا آمد و پس از مطالعه قرآن و صرف و نحو در شهرزور، به قصد تحصیل علم به مهاباد، سنندج و حلبچه رفت.

## زندگی
وی در روستای خاک و خول در نزدیکی سلیمانیه به دنیا آمده است. پس از حمله ترکان عثمانی به سلیمانیه و پایان دادن به حکومت بابان‌ها نالی از سلیمانیه به شام می‌رود و از آنجا قصیده‌ای بلند همچون نامه برای سالم شاعر کرد اهل سلیمانیه می‌فرستد و از او احوال شهر و دیارش را جویا می‌شود. سالم هم در قصیده‌ای جواب او را می‌دهد. این دو قصیده از نمونه‌های ماندگار مکاتبه در ادبیات کردی هستند
.

## نقش نالی در ادبیات کردی
نالی در ادبیات کردی به غزلهای عاشقانه اش شناخته شده است. نقش وی از آن نظر در تاریخ ادبیات کردی برجسته است که از اولین کسانی بود که به گویش سورانی شعر سرود و پس از وی شعرای بسیاری چون کُردی، سالم، حاجی قادر کویی، محوی، وفایی، ناری، حریقی و قانع به شعر سورانی روی آوردند.

## اشعار نالی
عمده اشعار نالی به زبان کردی و در قالب غزل هستند ولی از وی اشعاری به زبان‌های فارسی، عربی و ترکی هم به جا مانده است.

## نمونه شعر کردی
| زوڵفت به قه‌دتدا که په‌رێشان و بڵاوه      |  | ئه‌مڕۆ له منی شیفته ئاڵۆز و به داوه     |
| ئه‌م عومره عه‌زیزه که له بۆت نه‌قد و دراوه |  | سه‌د حه‌یف و درێغا که موسوڵمانی نه‌ماوه!  |
| عومرێکی درێژه به خه‌یاڵی سه‌ری زوڵفت      |  | سه‌ودا و په‌رێشانم و، سه‌ودایه‌کی خاوه     |
| هه‌رچه‌نده که ڕووتم، به‌خودا مائیلی ڕووتم  |  | بێبه‌رگییه عیلله‌ت که هه‌تیو مه‌یلی هه‌تاوه |
| «مانی» نیه‌تی قووه‌تی ته‌سویری برۆی تۆ     |  | ئه‌م قه‌وسه به ده‌ستی موته‌نه‌ففیس نه‌کشاوه  |
| بۆچی نه‌گریم، سه‌د که‌ڕه‌تم دڵ ده‌شکێنی!     |  | بۆ مهٔ نه‌ڕژێ، شیشه له سه‌د لاوه شکاوه!   |
| بێفائیده‌یه مه‌نعی من ئێستاکه له گریان    |  | بۆ عاشقی بێچاره زووه‌م ئاوه ڕژاوه!      |
| هه‌ر جۆگه و جێگێکی که‌وا سوور و سوێر بێ   |  | جێی جۆششی گریانی منه و خوێنه ڕژاوه     |
| سۆزی دڵمه باعیسی تاو و کوڵی گریان       |  | مه‌علوومه که ئاگر سه‌به‌بی جۆششی ئاوه     |
| نالی وه‌کوو زوڵفت که موتیعی به‌ری پێته    |  | تێکی مه‌شکێنه، به جه‌فا مه‌یخه‌ره لاوه     |

## نمونه شعر فارسی
| ابروان تو طبیبان دل افگارانند      |  | هر دو پیوسته ازآن بر سر بیمارانند  |
| گنج رخسار تو دیدن نبود زهره مرا    |  | که ز زلف تو برو خفته سیه مارانند   |
| ما هزاران، ز غمت خسته و ناکام، ولی |  | کامیاب از گل روی تو خس و خارانند   |
| بر سر کوی خود از گریه مکن منع مرا  |  | زانکه گلهای چمن منتظر بارانند      |
| نرگسان تو که خواب همه عالم بردند   |  | خفتگانند، ولی رهزن بیدارانند       |
| «نالیا» از چه سگانش همه شب نالانند |  | که نه آن شیفتگان نیز، جگر خوارانند |